# Tillandsia gardneri
Tillandsia gardneri är en gräsväxtart som beskrevs av John Lindley. Tillandsia gardneri ingår i släktet Tillandsia och familjen Bromeliaceae. Inga underarter finns listade i Catalogue of Life.

## Bildgalleri

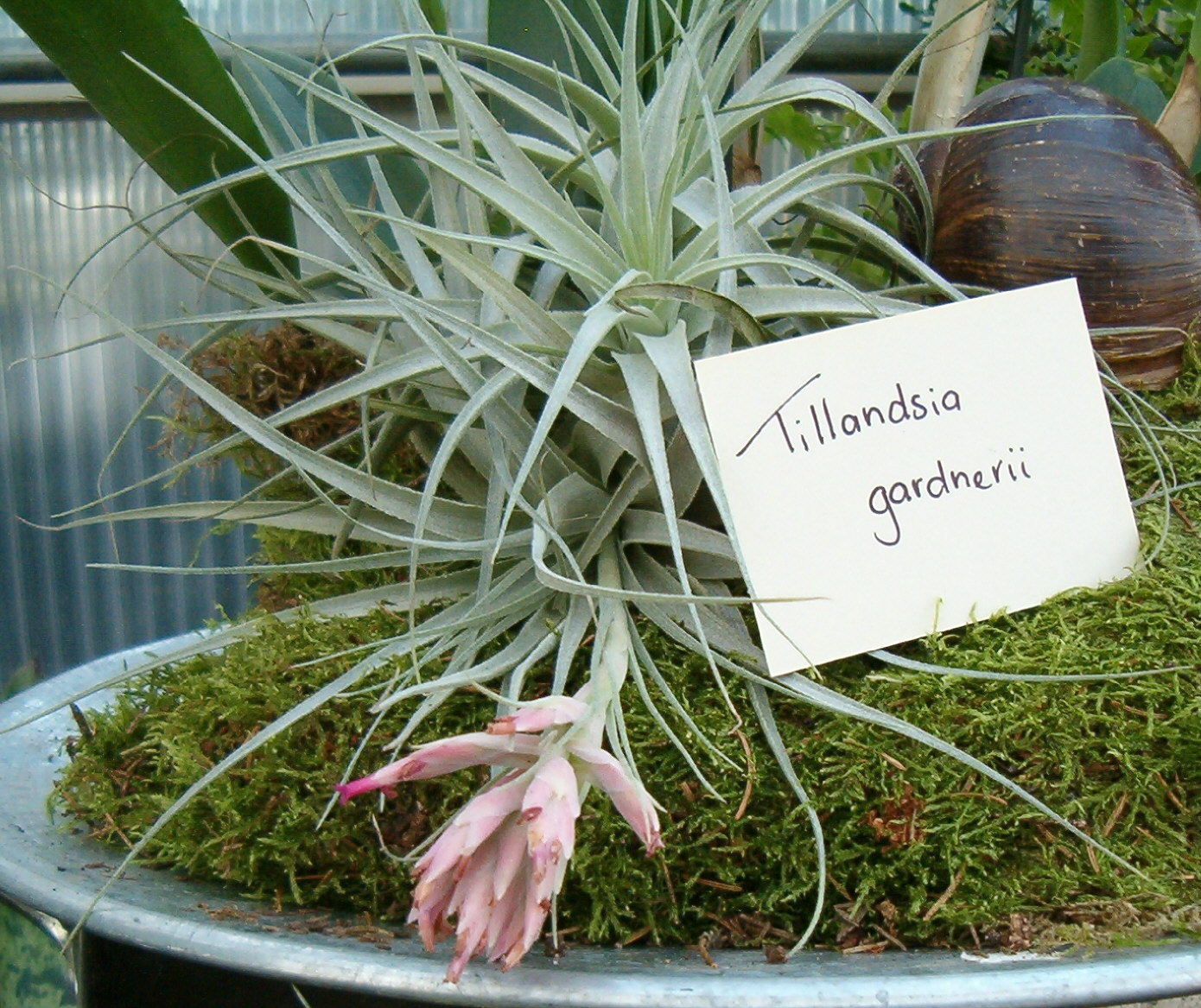
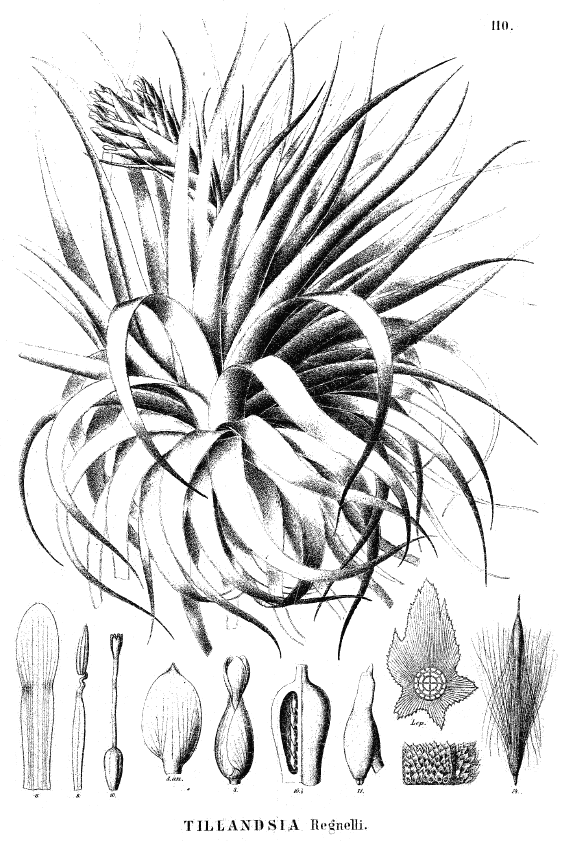